# Aprionus hintelmannorum
Aprionus hintelmannorum är en tvåvingeart som beskrevs av Jaschhof 2009. Aprionus hintelmannorum ingår i släktet Aprionus, och familjen gallmyggor. Arten är reproducerande i Sverige.